# يوروس لين
يوروس لين (مواليد 1971) هو مخرج ويلزي عرف لمساهمته في إخراج حلقات من مسلسلات مثل دكتور هو، شرلوك، المرآة السوداء، ديرديفيل، مواده المظلمة ومسلسل هارت ستوبرمن بطولة كيت كونور وجو لوك.

## وصلات خارجية
- يوروس لين على موقع IMDb (الإنجليزية)
- يوروس لين على موقع ألو سيني (الفرنسية)
- يوروس لين على موقع قاعدة بيانات الفيلم (الإنجليزية)
- يوروس لين على موقع كينوبويسك (الروسية)